# سنت مركزي فضي

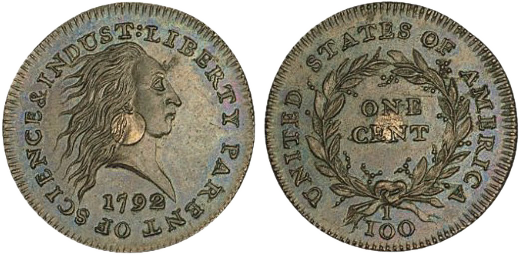
كان مركز السنت الفضي بمثابة محاولة مبكرة لتقليل حجم السنت مع الحفاظ على قيمته الجوهرية.

سنت الفضة المركزي هو عملة أمريكية ذات نمط أنتجتها دار سك العملة الأمريكية في عام 1792. باعتبارها مقدمة للعملة المعدنية الكبيرة كانت واحدة من العملات الأولى للولايات المتحدة ومثالًا مبكرًا للعملة المعدنية ثنائية المعدن. من المعروف أن هناك 12 نموذجًا أصليًا فقط يوجد واحد منها في المجموعة الوطنية للعملات المعدنية في مؤسسة سميثسونيان. توجد عينتان أخريان (موريس وكاليفورنيا) ولكنهما تحتويان على سدادات مصنعة أضيفت بعد سك العملة.
نظرًا لندرتها وأهميتها التاريخية تحظى سنتات الفضة المركزية بتقدير كبير من قبل هواة الجمع حيث بيع سنت واحد مصنف بي سي جي اس ام اس 61 في مزاد عبر الإنترنت في أبريل 2012 مقابل 1٫15 مليون دولار أمريكي .

## الأصول
خلال السنوات الأولى للجمهورية الأمريكية كان هناك إجماع عام على أن القيمة الجوهرية للسبائك النقدية للدولة الجديدة يجب أن تكون مساوية تقريبًا لقيمتها الاسمية. قد يرفض بعض التجار قبول العملات التي لا تفي بهذا المعيار. بالنسبة لمعظم الطوائف تحقق تكافؤ السبائك من خلال إنتاج العملات المعدنية في سبيكة من الذهب أو الفضة. ومع ذلك حدد قانون سك العملة لعام 1792 أن السنت الواحد يجب أن يتكون من 11 بنسًا (264 حبة أو 17.1 جرامًا) من النحاس الخالص. كان مثل هذا الوزن اللازم للحفاظ على القيمة الجوهرية ثقيلاً للغاية للاستخدام العملي اليومي.
اقترح وزير الخارجية الأمريكي توماس جيفرسون بديلاً : عملة مصنوعة من سبيكة مكونة في المقام الأول من النحاس ولكنها تحتوي على ما يكفي من الفضة لإعطاء عملة معدنية ذات حجم معقول قيمة جوهرية تبلغ سنتًا واحدًا. نظر في هذا السبائك المليارية من قبل دار سك العملة الأمريكية لكن وزير الخزانة الأمريكي ألكسندر هاملتون خشي أن تكون عرضة للتزييف لأن مظهرها لا يختلف كثيرًا عن مظهر النحاس الخالص. في عام 1792 توصل كبير صائغي العملات في دار سك العملة هنري فويجت إلى حل : قطعة نحاسية صغيرة أصغر قليلاً من قطعة الربع الحديثة مع "سدادة" فضية صغيرة تدخل في ثقب مركزي أثناء عملية الضرب. كان من الممكن أن تبلغ قيمة القابس الفضي حوالي3⁄4 سنتًا بأسعار السبائك المعاصرة في حين أضافت قطعة النحاس قطعة إضافية1⁄4 سنت من القيمة الجوهرية. وقد أنتج العديد من هذه العملات المعدنية كقطع اختبار. في النهاية ثبت أن العمالة الإضافية المطلوبة لهذه العملات المعدنية ثنائية المعدن غير مناسبة للإنتاج الضخم وكانت العملة المعدنية الكبيرة التي أنتجها للتداول بدءًا من عام 1793 تتكون من 208 حبيبات من النحاس بنسبة 100%.

## التصميم
يتميز وجه العملة الفضية المركزية برأس الحرية المواجه لليد اليمنى مع شعر متدفق غير مربوط. يظهر التاريخ أسفل الصورة كما أن الكلمات "ليبرتي مؤسسة العلوم والصناعة" محفورة في نمط دائري حول الأجهزة المركزية. يتكون التصميم الخلفي من إكليل يحمل عبارة "سنت واحد" في المنتصف والكسر "1/100" في الأسفل. يُحيط بالإكليل عبارة "الولايات المتحدة الأمريكية".

## العينات
| قائمة النماذج المعروفة | قائمة النماذج المعروفة                                | قائمة النماذج المعروفة                                                                              | قائمة النماذج المعروفة                                    |
| الاسم                  | التصنيف                                               | تاريخ المبيعات                                                                                      | ملاحظات                                                   |
| ---------------------- | ----------------------------------------------------- | --------------------------------------------------------------------------------------------------- | --------------------------------------------------------- |
| نموذج غاريت            | أم أس67 بيه سي جي أس البني                            | - 1981 - $95,000 - 2012 - $5 million                                                                |                                                           |
| نموذج نورب             | أم أس64 بيه سي جي أس                                  | - 1988 - $143,000 - 2002 - $414,000 - 2011 - $2.5 million - 2011 - $2.8 million - 2014 - $1,997,500 |                                                           |
| نموذج بوشنيل           | أم أس61+ أن جي سي البني                               | - 2000 - $178,250 - 2013 - $822,500                                                                 |                                                           |
| نموذج موريس            | أم أس61 بيه سي جي أس البني                            | 2012 - $1,150,000                                                                                   | وصلة مركزية غير حقيقية                                    |
| نموذج "واينبرغ"        | دولة النقود                                           | 2019 - $750,000                                                                                     |                                                           |
| نموذج سميثسونيان       | الـ "أيه يو"                                          | |                                                           |
| نموذج ستيرنز           | إكس                                                   | 2015 - $499,375                                                                                     |                                                           |
| نموذج جود              | إكس                                                   | 2018 - $336,000                                                                                     |                                                           |
| نموذج نيومان           | إكس                                                   | 2014 - $1,410,000                                                                                   |                                                           |
| نموذج كويلر            | في أف30 أن جي سي                                      | - 1875 - $45 - 2009 - $253,000                                                                      |                                                           |
| نموذج تيرانوفا         | (ف)                                                   | |                                                           |
| نموذج ستار             | غرامة 15 كلم                                          | - 1992 - $35,200 - 2006 - $253,000                                                                  |                                                           |
| نموذج كاليفورنيا       | تفاصيل في جي10 جي أر أيه بيتي إيه دي أيه أن أيه سي أس | 2006 - $400                                                                                         | تعتبر وصلة المركز غير حقيقية مصنوعة من الحديد عند التصنيف |
| عينة غير متصلة         | أس بيه63 بيه سي جي أس                                 | | إدخال فضي مفقود                                           |